# 追梦赤子心
《追梦赤子心》是一部1993年由大衛·恩斯柏（David Anspaugh）执导的美国体育電影，以大學美式足球球員、勵志演說家魯迪·休廷傑（Rudy Ruettiger）的生平為主題，尽管面对重重困难，他还是执着地追逐着为聖母大學打美式足球的梦想。
2005年,《追梦赤子心》在ESPN25最佳体育影片的两轮评选中入选，体育专业人士评选中排名第24位，大众评选时排名第4位。 美国电影学会AFI百年百大勵志電影系列中，它排名第54名。
美国电影学会 评选:
- AFI百年百大英雄與反派:
  - Rudy Ruettiger - 提名英雄[3]
- AFI百年百大勵志電影：54名
- AFI百年各類型電影十大佳片: 提名運動類型片